# PRADO (framework)
PRADO (PHP Rapid Application Development Object-oriented) est un framework libre écrit en PHP.
PRADO redéfinit les applications Web en termes d'objets, d'évènements et de propriétés, à la place de procédures, URL et requêtes. Développer une application Web PRADO représente l'instantiation de composants de types précis, puis la configuration de leurs propriétés, et leur assemblage pour remplir une tâche. PRADO mise sur la réutilisabilité, la simplicité d'utilisation, la robustesse, les performances et l'intégration de l'équipe. PRADO est basé sur Tapestry, d'Apache.

## Histoire
PRADO est le vainqueur du concours de programmation de Zend Technologies en 2005. Il combine fichiers XML de configuration, modèle de page HTML et classes PHP.
Il est surnommé « l'ASP.NET de PHP »[réf. nécessaire].